# Borg, Norrköping

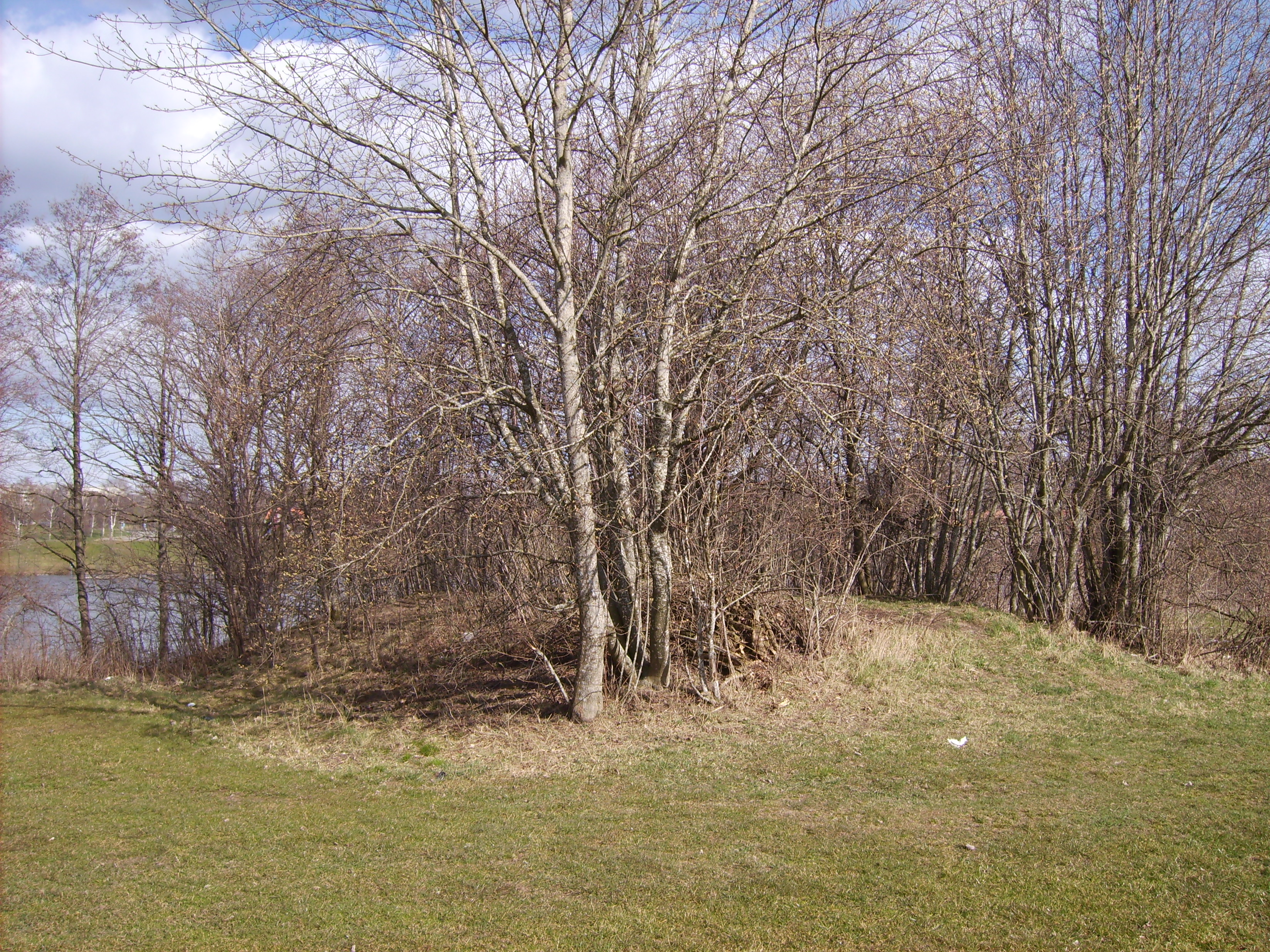
Borgs skans

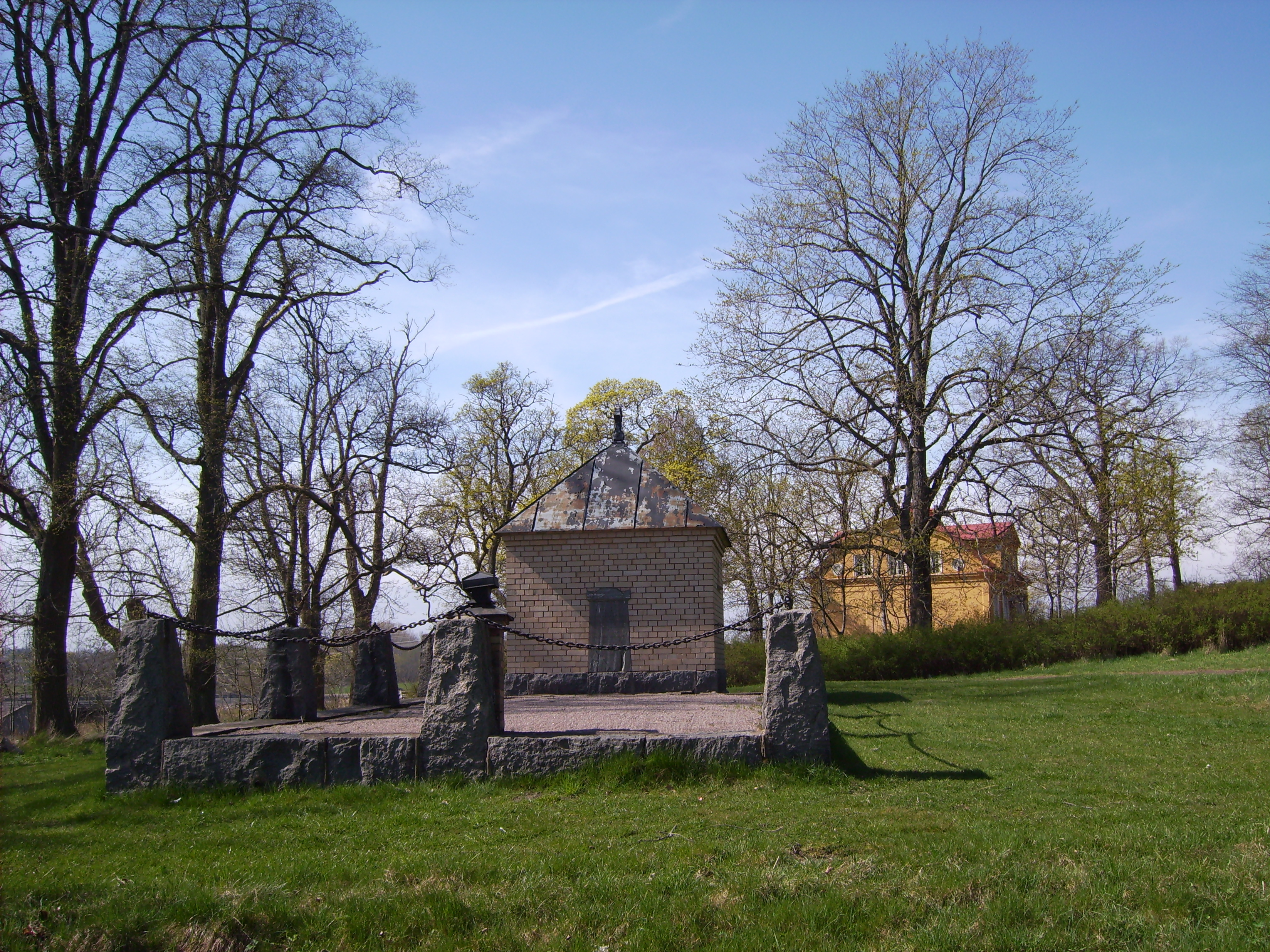
Eldstiernska gravkoret (markerar Borgs gamla kyrka) från 1894. Texten på den inmurade gravstenen lyder: "I denna graf hvilar landshöfdingen, friherre Lars Eldstjerna till Borg, född 1626 – död 1701. Genom upplysta förslag och kraftig handläggning medverkade han till inrättningen af Rikets ständers bank och av Indelningsverket. Hans namn lefver i länets erkänsla."

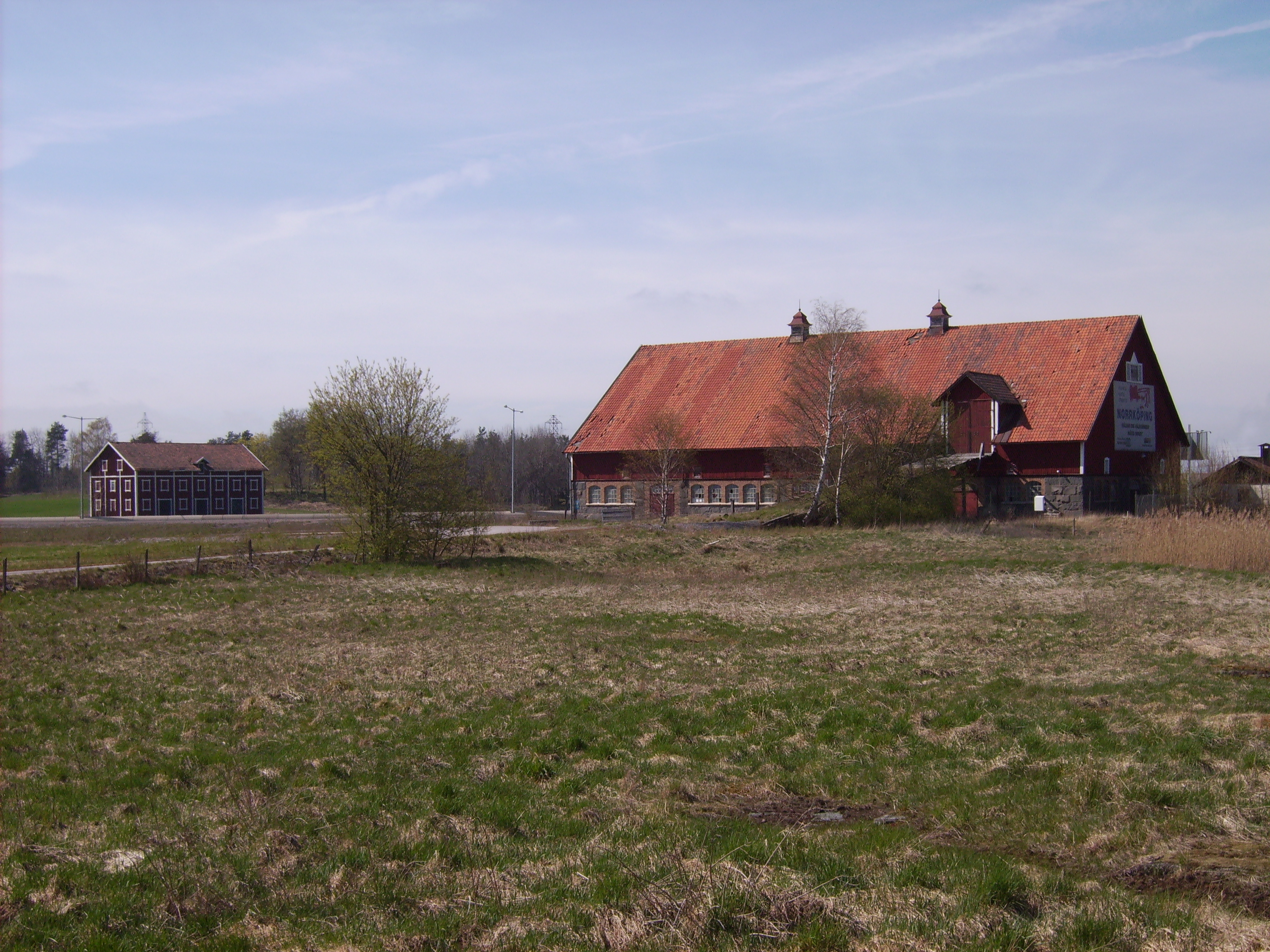
Borgs säteri, ekonomibyggnader.

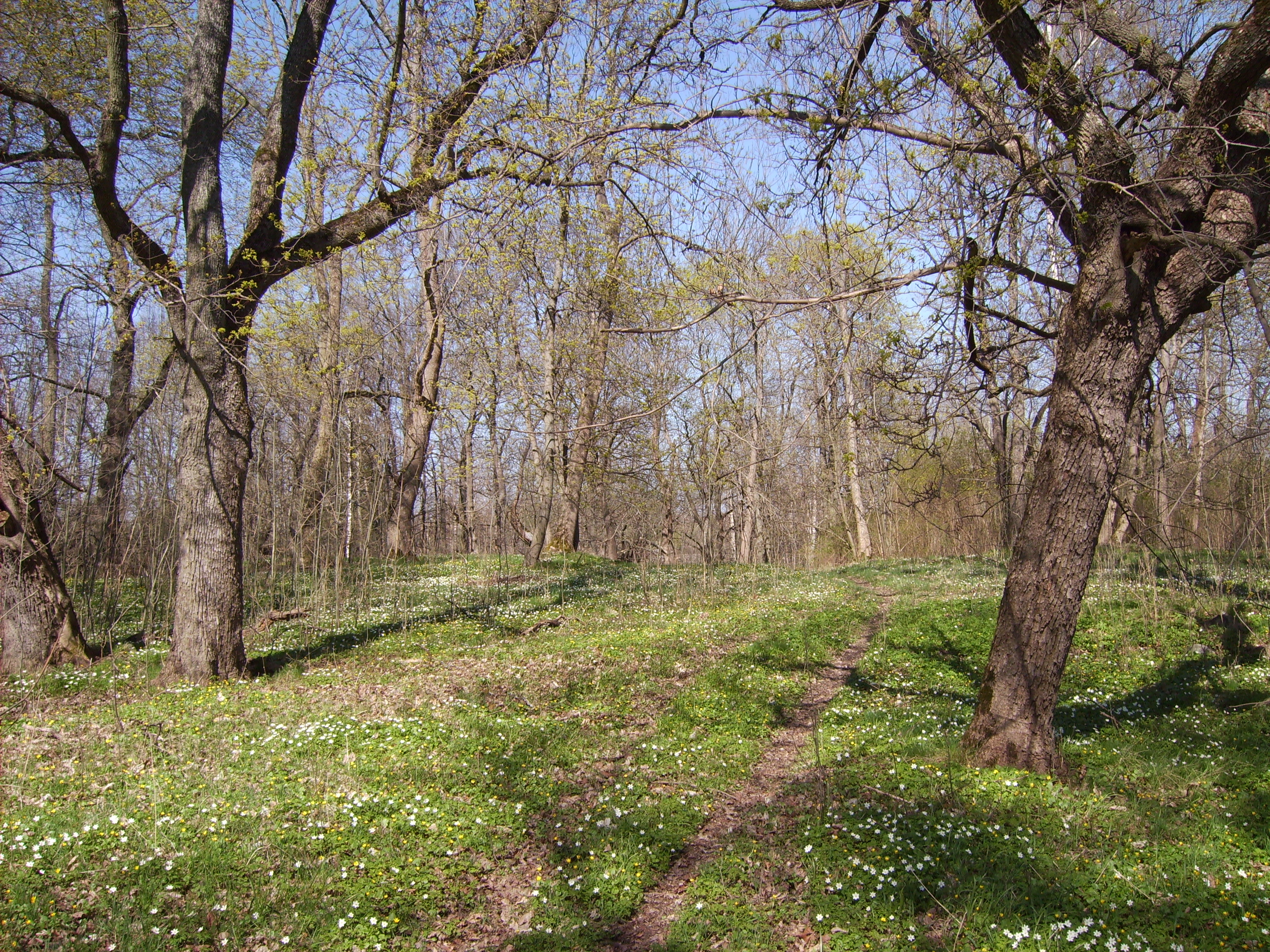
Borgs säteri, parkmiljö.

Borg är en herrgård vid Motala ström i Norrköpings kommun.
Borg omnämns första gången i skriftliga källor år 1333 under Magnus Eriksson regering, då det var en kungsgård, men arkeologiska utgrävningar under 1990-talet i samband med nydragningen av E4:an visar att gården har en förhistoria åtminstone sedan vendeltiden (600–700 e.Kr).

## Borgs skans
Gården låg bredvid den viktiga farleden Motala ström och ute på fältet vid Norrköpings mässhallar (på andra sidan av strömmen, sett från Himmelstalund) finns resterna av en förhistorisk skans som enligt arkeologiska undersökningar på 1990-talet hade måtten 1,5 meter i höjd och 7 meter i bredd. Dess nuvarande sträckning är minimal då man ej skyddsminnesförklarade den som fornminne, utan schaktade bort dess vallar under efterkrigstiden, då fotbollsplaner uppfördes. Gamla kartor alltsedan 1649 visar dock att vallarna en gång i tiden inhägnade ett område som var 100 x 80 meter stort. "Borgs skans" ska ses i förhållande till gården Borg, knappt en kilometer bort. Eventuellt kan den också ha uppförts för att försvara handelsplatsen Herrebro, som låg någon kilometer längre inåt land längs strömmen. Det var ett stort byggnadsprojekt att uppföra skansen, då vallgrav saknas, vilket innebär att jorden en gång i tiden har forslats dit. Skansen skyddades av sankmarker i öster och Motala ström i norr.

## Borgs medeltida kyrka
Invid kungsgården uppfördes under tidig medeltid en kyrka, vilken 1803 ersattes av en ny (nuvarande Borgs kyrka) några kilometer åt sydväst. Det var en sammanslagning av Borgs och Löts församlingar, vars medeltida kyrkor revs 1802 respektive 1803. Den nya kyrkan byggdes mellan de forna kyrkorna. Den enda avbildningen av gamla kyrkan i Borg finns på en teckning från 1600-talets senare hälft. Den visar ett rektangulärt långhus med sadeltak och en liten utbyggnad i väster, antagligen ett vapenhus. Torn saknas. Teckningen anger längden på långhuset till 29 alnar och bredden till 12 alnar, alltså cirka 17,5 meter respektive cirka 7 meter. Söderväggen har trenne rundbågade fönster och en portal som leder in i koret. Ödekyrkogården har måtten 55 x 50 m. Rester av husgrunder ligger i parkmiljön vid Borgs säteri. Enligt äldre kartmaterial låg Borgs gamla prästgård här.

## Borgs säteri
Vid den arkeologiska slutundersökningen 1992–1993 hittades bland annat lämningar efter ett tiotal hus, stolphål och härdar. De äldsta lämningarna och artefaktfynden var från senneolitikum och bronsåldern, men rikast var de från den yngre järnåldern och medeltiden. Järnålderskontexten innebar en massa stolphål som formade tre huslämningar från äldre och fem huslämningar från yngre järnålder och keramik, samt armringar, kamfragment och osteologiskt material. Ett av husen var en 6 x 7,5 m stor byggnad, fyndmässigt daterad till 900-talet, som har tolkats som ett kulthus. Utanför byggnaden återfanns omkring 100 färdiga och halvfärdiga amulettringar deponerade. Stora mängder svinben fanns också i samma område. Någon gång på 1000-talet har hela byggnaden monterats ned och täckts med grus. Från medeltiden och den gamla kungsgården hittade man rester av fem hus, men även sporrar, armborstpilar, keramik- och glasskärvor. Nuvarande Borgs gård är av ett senare datum, ty den 20 april 1729 härjade en våldsam brand både Borgs gård och kyrka. Den nuvarande manbyggnaden till Borgs säteri var tidigare flygel till en tidigare huvudbyggnad och den numera till större delen uppodlade kyrkogården efter Borgs gamla kyrka markeras idag av det Eldstiernska gravkoret uppfört 1894. Borgs säteri hyrs idag av ett motorsällskap. Den hundraåriga hundkojan vid säteriet blev upprustad och K-märkt hösten 2007.

## Romanen Ofärd har sin utgångspunkt i Borg
Dick Harrisons romanfigur Ulvbjörn Vamodsson i boken Ofärd växer upp gården Borg på 600-talet e.Kr. och de arkeologiska rönen från 1990-talet vävs in i romanens berättelse, bland annat om vallborgen berättas att "Med gemensamma ansträngningar hade deras folk rest en vallborg om hösten. Den var inte lika stor som den stora vallen i söder, den som skyddade götarnas slätt från angrepp från Slätbaksviken, men det blev likväl en stark jordvallsborg." Sedan beskriver Harrison syftet med borgens anläggande och dess belägenhet vid gården Borg, Motala ström och sankmarkerna i öster. Kung Sigurd i romanen försöker inta borgen, men försvararna lyckas hålla stånd.